# Hermacha tuckeri
Hermacha tuckeri là một loài nhện trong họ Nemesiidae.
Hermacha tuckeri được miêu tả năm 1985 bởi Raven.